# Hyalaethea malaitaensis
Hyalaethea malaitaensis là một loài bướm đêm thuộc phân họ Arctiinae, họ Erebidae.